# Дамаджи Гаеквад
Дамаджи Рао Гаеквад (Шримант Раджашри Дамаджирао Гаеквад, Шамшер Бахадур, махараджа Бароды) (умер 18 августа 1768) — второй махараджа маратхского княжества Барода в Гуджарате (1732—1768).

## Ранние годы
Дамаджи, также известный как Дамаджи II, был третьим сыном Пиладжи Рао Гаеквада (+ 1732), первого махараджи княжества Барода (1721—1732). Мать — наложница Шримант Акханд Субхагьявати Муннобай Сахиба Гаеквад. Его отец Пиладжи был приемным сыном Дамаджи I, который получил наследственный титул Шамшер Бахадур от Чхаттрапати Шаху . Сам Пиладжи получил другой наследственный титул, Сена Хас Кхел.

## Восстание против пешвы
Гаеквады первоначально были лейтенантами раджпутского клана Дабхаде, вождей маратхов Гуджарата и обладателями титула сенапати (главнокомандующий). В 1731 году Тримбак Рао Дабхаде был убит за восстание против пешвы Баджи Рао. Пешва позволила Дабхадам сохранить свой титул и территории в Гуджарате при условии, что они будут перечислять половину своих доходов в казну чхатрапати маратхов. Его младший брат Яшвант Рао Дабхаде был назначен сенапати, а его мать Умабай Дабхаде (+ 1753) осуществляла исполнительную власть. Пиладжи, а после его смерти в 1732 году Дамаджи фактически удерживал военную власть, поскольку Яшвант Рао был несовершеннолетним. Даже когда он вырос, Яшвант Рао пристрастился к алкоголю и опиуму, и Дамаджи постепенно увеличивал свою власть в течение этого времени.
Умабай Дабхаде сначала делала вид, что помирилась с пешвой Баджирао, но затаила на него обиду за убийство её сына. После смерти Баджирао она обратилась к новому пешве Баладжи Рао с просьбой освободить клан Дабхаде от соглашения о разделе доходов. Когда он отказался это сделать, она встала на сторону Тарабая в восстании против пешвы. Когда Баладжи Баджи Рао отправился на границу с Моголами, Тарабай заключила в тюрьму Чхатрапати Раджарама II, а Умабай отправил Дамаджи Гаеквада с 15 000 человек, чтобы поддержать её.
13 марта сторонник пешвы Тримбакрао Пурандаре отправился из Пуны, чтобы перехватить Дамаджи. Его силы вскоре пополнились контингентами во главе с Балвантрао Мехендейлом и Бапуджи Ретарекаром и выросли в армию численностью 20 000 человек. Несмотря на численное превосходство, армия Дамаджи Гаеквада разбила их при Нимбе, небольшом городке к северу от Сатары. Затем Дамаджи победоносно добрался до Сатары, где его приняла Тарабай. Тем не менее, Тримбакрао переформировал свою армию. 15 марта он предпринял новую атаку на войска Дамаджи, которые стояли лагерем на берегах реки Венна. Дамаджи Гаеквад потерпел поражение в этом сражении и был вынужден отступить с большими потерями. Тримбакрао продолжал преследовать его, в конце концов поймав в ловушку в ущелье в долине реки Кришна. Тем временем пешва вернулись с границы Великих Моголов и присоединились к Тримбакрао. Маратхские войска Дамаджи покинули его, в то время как его гуджаратские войска потеряли надежду в незнакомой местности. Поэтому он был вынужден объявить о прекращении огня и встретиться с пешвой, чтобы обсудить условия мирного договора. Пешва потребовала половину территорий Гуджарата в дополнение к военной контрибуции в размере 2 500 000 йен. Дамаджи отказался подписать соглашение, заявив, что он всего лишь подчиненный, и попросил пешву посоветоваться с Умабай. 30 апреля пешва предприняли неожиданную вечернюю атаку на лагерь Дамаджи, который сдался без сопротивления.
В мае 1751 года пешва арестовал Дамаджи Гаеквада и его родственников и отправил их в Пуну. Некоторое время спустя члены клана Дабхаде также были арестованы и лишены своих джагиров и титулов . В Пуне пешва неоднократно оказывала давление на Дамаджи Гаеквада, чтобы он уступил половину Гуджарата от имени Яшванта Рао Дабхаде. Дамаджи продолжал отказываться, и 19 июля 1751 года пешва поместил его и его дивана Рамчандру Басванта в строгое заключение. 14 ноября он отправил их в плен в Лохагад.
Несколько недель спустя Рамчандре Басванту удалось бежать и добраться до Гуджарата, где он встретился с родственниками Дамаджи в форте Сонгад. Пешва заковал Дамаджи Гаеквада в железные цепи в Лохагаде и послал отряд под командованием его брата Рагхунатрао в Гуджарат. Рагхунатрао удалось вернуть доходы от Сурата, но не смог продвинуться к северу от реки Тапти. Тем временем пешва потерпели неудачу в некоторых других сражениях и решили искать примирения с Гаеквадами.

## Вождь маратхов в Гуджарате

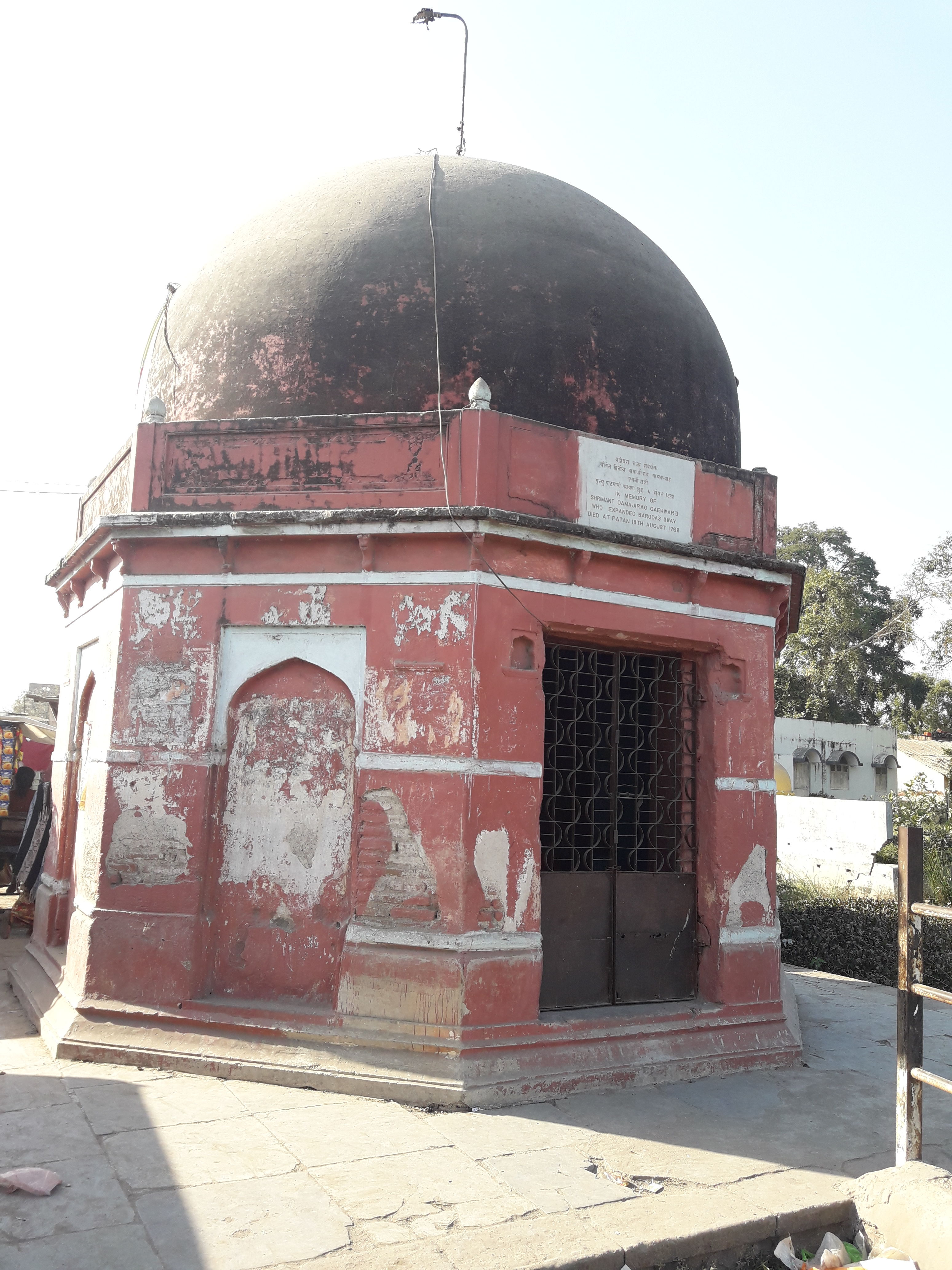
Дамаджино Деро, мемориал, посвященный ему, расположен в Савли, Гуджарат

В марте 1752 года Дамаджи Гаеквад, наконец, согласился отказаться от поддержки клана Дабхаде в пользу пешвы. В свою очередь, он был назначен вождем маратхов Гуджарата, а пешва предложил ему помощь в изгнании Моголов из Гуджарата. Гаеквад пообещал выплачивать ежегодную дань пешве в размере 525 000 йен в дополнение к единовременной выплате в размере 1 500 000 йен. Его также попросили содержать кавалерию из 20 000 лошадей на службе у пешвы. Семья Дабхаде была почтительно отстранена от власти, и Дамаджи Гаеквад оплачивал ежегодные расходы на содержание.
10 декабря 1752 года пешва Баладжи Баджи Рао отправил армию из Пуны в Гуджарат под командованием Рагхунатрао. К этой армии присоединились войска Дамаджи, в результате чего была сформирована маратхская армия численностью 50 000 человек. Маратхи осадили Ахмедабад, где губернатор Моголов Джаван Мард Хан Баби организовал сильную оборону. Баби сдал Ахмедабад в марте 1753 года после длительной осады. Пешва назначил Шрипатрао Бапуджи губернатором Ахмедабада; часть города была передана Дамаджи Гаекваду. В июле 1756 года наваб Камбея Момин Хан вторгся в Ахмедабад при поддержке Моголов, в то время как Шрипатрао находился в Пуне. Пешва направила войска во главе с Садашивом Шенви, которые восстановили контроль над Ахмедабадом с помощью Дамаджи Гаеквада . Впоследствии город оставался под властью маратхов до Первой англо-маратхской войны. Позже британцы передали его третьему сыну Дамаджи Фатеху Сингху Рао Гаекваду после заключения Салбайского договора в 1782 году.
Он умер в Патане 18 августа 1768 года. Ему наследовал его старший сын Саяджи Рао Гаеквад I (1768—1778).
От жен и наложниц у Дамаджи Наеквада было шесть сыновей и одна дочь:
- Шримант Раджашри Саяджирао I Гаеквад (? — 1792), махараджа Бароды (1768—1778)
- Шримант Рамрао Дамаджирао Гаеквад
- Шримант Раджашри Фатехсинхро Гаеквад (+ 26 декабря 1789), махараджа Бароды (1778—1789)
- Шримант Раджашри Говиндрао Гаеквад (+ 19 сентября 1800), махараджа Бароды (1793—1800)
- Шримант Раджашри Манаджирао Гаеквад (+ 27 июля 1793), махараджа Бароды (1789—1793)
- Шримант Мурарао Дамаджирао Гаеквад
- Шримант Джейсинхрао Мурарао Гаеквад
- дочь